# IDevice

iDevice er i sin bredeste betydning, en uofficiel generel term, som kan betegne enhver mobilelektronik-enheder markedsført af Apple Inc. som starter med "i", såsom iPod (inklusiv iPod Touch), iPhone og iPad, 
eller mere specifik enhver af deres enheder (nogle gange refereret til som iOS devices) som anvender styresystemet iOS, det betyder normalt de bærbare enheder (iPod Touch, iPhone og iPad), men kan også omfatte den ikke-bærbare Apple TV enhed (kun 2. eller 3. generation, som anvender en version af iOS).